# Titanogrypa ecuatoriana
Titanogrypa ecuatoriana är en tvåvingeart som beskrevs av Guilherme A.M.Lopes 1988. Titanogrypa ecuatoriana ingår i släktet Titanogrypa och familjen köttflugor.
Artens utbredningsområde är Ecuador. Inga underarter finns listade i Catalogue of Life.